# 柔毛长蒴苣苔
柔毛长蒴苣苔（学名：Didymocarpus mollifolius）为苦苣苔科长蒴苣苔属下的一个种。其种加词“mollifolius”意为“叶被柔毛的”。
现接受名为柔毛石山苣苔（Petrocodon mollifolius (W.T.Wang) A.Weber & Mich.Möller, 2011）。